# Nan Merriman
Katherine-Ann (Nan) Merriman (ook wel Kathryn-A) (Pittsburgh (Pennsylvania), 28 april 1920 – Los Angeles, 22 juli 2012) was een Amerikaans mezzosopraan en sopraan.
Haar stem is bewaard gebleven via een aantal opnamen, zowel voor grote als (zeer) kleine platenlabels.   

## Biografie
Ze was een dochter van Kathryn Geoghegan en Alfred Merriman. Het gezin verhuisde al tijdens haar jeugd naar Los Angeles. Op de middelbare school viel haar stem al op bij het lerarenkorps, maar ze wilde eerst haar beroepsopleiding afmaken; ze werd stenograaf, typist en boekhouder en werkte ook even als zodanig bij de Occidental Life Insurance Company in LA; ze zou er tweeënhalf jaar werken. Vanuit dat salaris begon de taal- en muzieklessen te nemen . Ze kreeg daarbij les van Alexia Bassian en Lotte Lehmann, die de basis voor haar zangcarrière legden. 
Vanaf 1940 was ze op de podia te vinden, niet alleen als zangeres, maar ook als actrice. Ze maakte deel uit van het gezelschap van Laurence Olivier  Ondertussen zong ze bij menig filmmuziek haar partij in. Haar operadebuut zou hebben plaatsgevonden in 1942; zij zong toen La Cieca in La Gionda van Amilcare Ponchielli. Een jaar later won ze een zangwedstrijd en was ze te horen op bij de nationale omroep NBC. Dat werd opgepakt door dirigent Arturo Toscanini, die haar vroeg om te zingen in zijn concerten, hetgeen weer leidde tot plaatopnamen.
Begin jaren vijftig kwam ze de Atlantische Oceaan over; ze zong ze op het befaamde Edinburgh Festival, tijdens Glyndebourne,in het Teatro alla Scala, maar ook bij de Nederlandse Opera. In 1953 zong ze voor het eerst in Nederland. Ze werd toen aangekondigd als mezzosopraan van de Metropolitan Opera uit New York, deel uitmakend van het koor Roger Wagner Chorale (dirigent Roger Wagner) uit Hollywood. Er volgden optreden in de Kleine (recitals met Felix de Nobel en Jean Antonietti) en Grote (Gustav Mahler onder leiding van Eduard van Beinum) Zaal van het Concertgebouworkest. Ze zong ook tijdens het Holland Festival. Merriman legde haar loopbaan op 28 april 1965 met een afscheidsrecital in de Grote zaal van het Concertgebouw. Ze zong twee concerten onder begeleiding van het Concertgebouworkest gedirigeerd door gastdirigent Gustav König; de afscheidsconcerten waren landelijk nieuws en werden even later door VARA-radio uitgezonden.
In december 1965 trouwde ze met de Nederlandse tenor Tom Brand. Ze had hem omstreeks 1960 ontmoet tijdens een uitvoering van Das Lied von der Erde van Mahler. De vlam sloeg echter pas later over toen ze op zijn verzoek meezong tijdens de Muziekweek van Eys. Bij het huwelijk gaf ze aan dat ze haar afscheid al lang van tevoren had gepland; ze zag een roemloos eind na 25 jaar zingen met “ze is te lang doorgegaan” niet zitten.  Ze zong overigens op 4 mei van dat jaar nog wel mee met een herdenkingsconcert in het Concertgebouw. Ze had met het Concertgebouworkest 32 optredens verzorgd meest onder Eduard van Beinum en Eugen Jochum, maar ook onder Rafael Kubelik en Bernard Haitink. Desalniettemin bleef het gerucht dat ze speciaal gestopt was om de kinderen (jongste was 3) op te voeden.  Ze zong echter nog wel tijdens die muziekweken in Eys. 
Brand overleed in 1970, waardoor ze alleen voor kwam te staan. Toen de opvoeding van de kinderen in haar ogen afgerond was, vertrok ze weer naar Los Angeles. Ze overleed op 92-jarige leeftijd thuis.